# Верамин
Верами́н (перс. ورامین‎) — город на севере Ирана в провинции Тегеран, административный центр шахрестана Верамин. Население — 208 569 человек. Расположен в 35 км на юго-запад от Тегерана. Железнодорожная станция на линии Тегеран — Мешхед.

## История

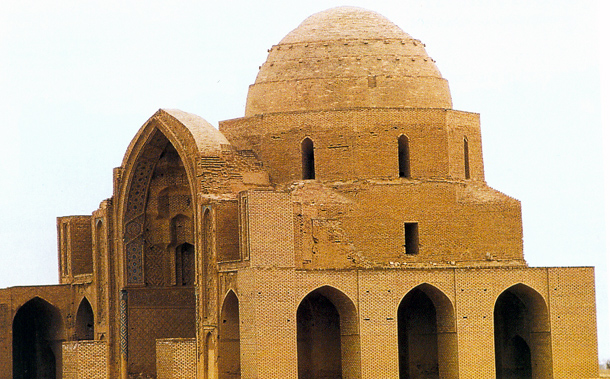
Мечеть Джаме

Дата основания города неизвестна. Считается, что Верамин это древний город Варена, упоминавшийся в Авесте.
В XIV в. Верамин процветал, быстро рос и был признан как наиболее ухоженный город в прилегающем к нему широком районе. При Сефевидах Тахмасп I уделял гораздо большее внимание Тегерану, а расположенный неподалёку Верамин начал приходить в упадок. Архитектор Делафой, побывавшая неоднократно в Верамине в сопровождении мужа Марселя в период властвования Насер-ад-Дин Шаха, детально описала город.

## Достопримечательности
Важнейшею достопримечательностью Верамина признана Соборная мечеть, находящаяся на юге города. Её считают крупнейшею мечетью всего Ирана. Она обладает четырьмя верандами и богато украшена изнутри и снаружи. В 1931 г. мечеть включили в Список культурного наследия Ирана. Полностью её сооружение было завершено в 1325—26 гг., а обновлению она была подвергнута в 1436 г., при правлении Мирзы-Шахруха из династии Тимуридов.
Башня Ала-эд-Дин расположена к северу от Пятничной мечети, рядом с Вераминскою центральною площадью. Она вытянулась в высоту на 17 м, обладает красивым куполом в форме конуса и считается великолепным примером иранского искусства. Её сооружение относят к 1289 г. Башню принято делить на две части: нижнюю, в форме круга с куфической надписью, высотою 12 см, и верхнюю, то есть, купол, имеющий высоту в 5 см, который сверху украшен геометрическими линиями.
Крепость Ирадж расположена около деревни Джаафарабад, к северо-востоку от Верамина. Это — одна из самых больших крепостей Ирана. При её строительстве использовали глину и кирпичи. Она была воздвигнута ещё в период Сасанидов и представляет собою одну из самых интересных и примечательных зданий в мире, построенных из сырцового кирпича, однако по прошествии тысячелетий она подверглась серьёзным разрушениям. Уникальность крепости отмечал европейский археолог Клайс, указывая на её огромные размеры: она протянулась на 1214 м с севера на юг и на 1150 м с запада на восток. Некогда она обладала четырьмя воротами, из которых сохранились одни, главные. Толщина крепостных стен — от 17 до 22 м.
Башня-усыпальница Юсуфа Рази, известная как Юсэф-Рэза, является местом паломничества местных жителей.
Гробница Сейида Фатхуллы расположена на его могиле. Cейид Фатхулла был духовным наставником местных жителей; его предки прибыли из Мекки в Рей и Верамин. Старое здание гробницы, на которой есть лепнина в виде кустов и цветов, окружено новым, где и проводятся религиозные церемонии.

## Промышленность

### Сахарный завод

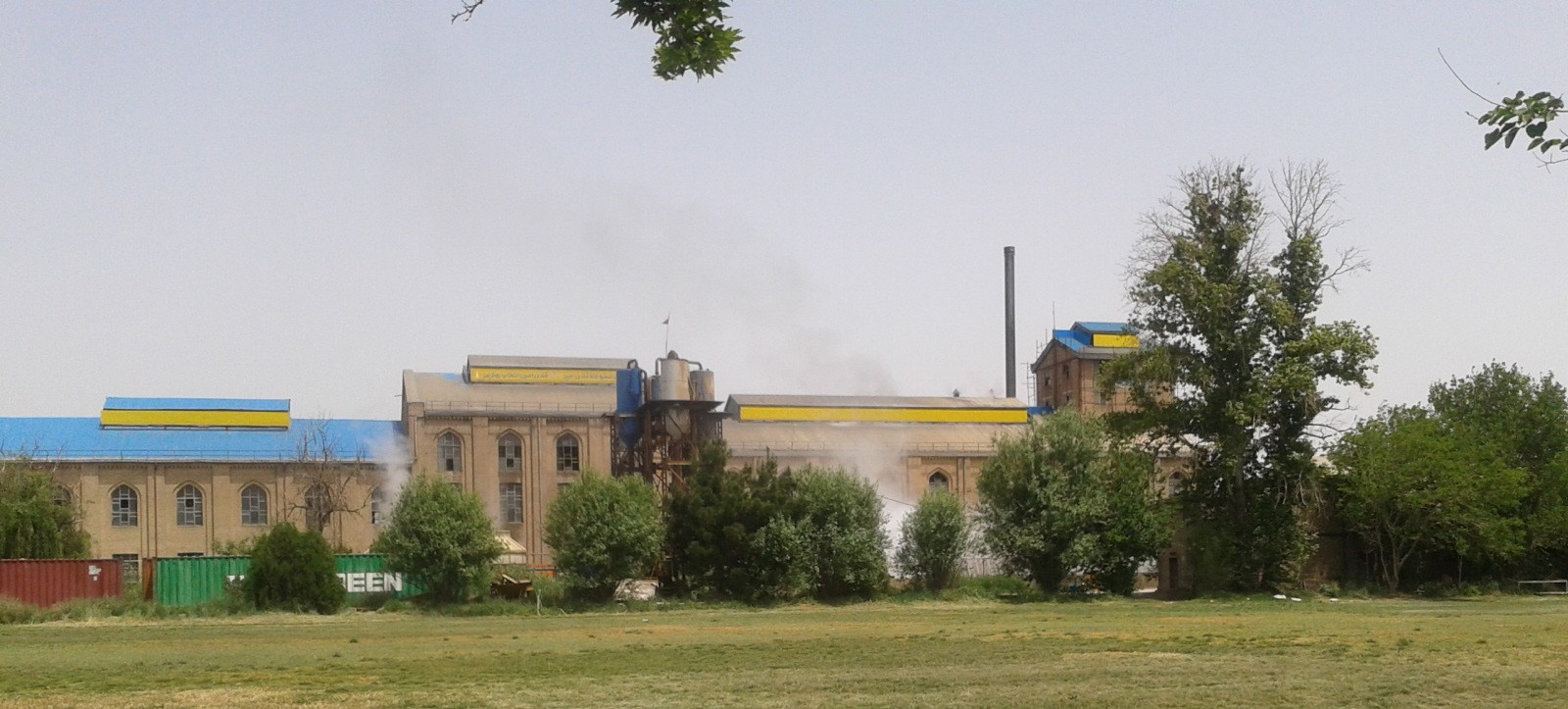
Сахарный завод в Верамине

В Верамине находится первый по производительности сахара завод в Иране и на Ближнем Востоке. Здания завода были построены советским архитектором Н. Л. Марковым (англ.) в 1934—1935 годах. В последнее время его производительность была снижена из-за нехватки ингредиентов.

### Масло-экстракционный завод
Масло-экстракционный завод в Верамине был построен в 1938 — 1939 годах и является первым по производительности растительного масла в Иране.

## Ремесла

### Ковровое производство

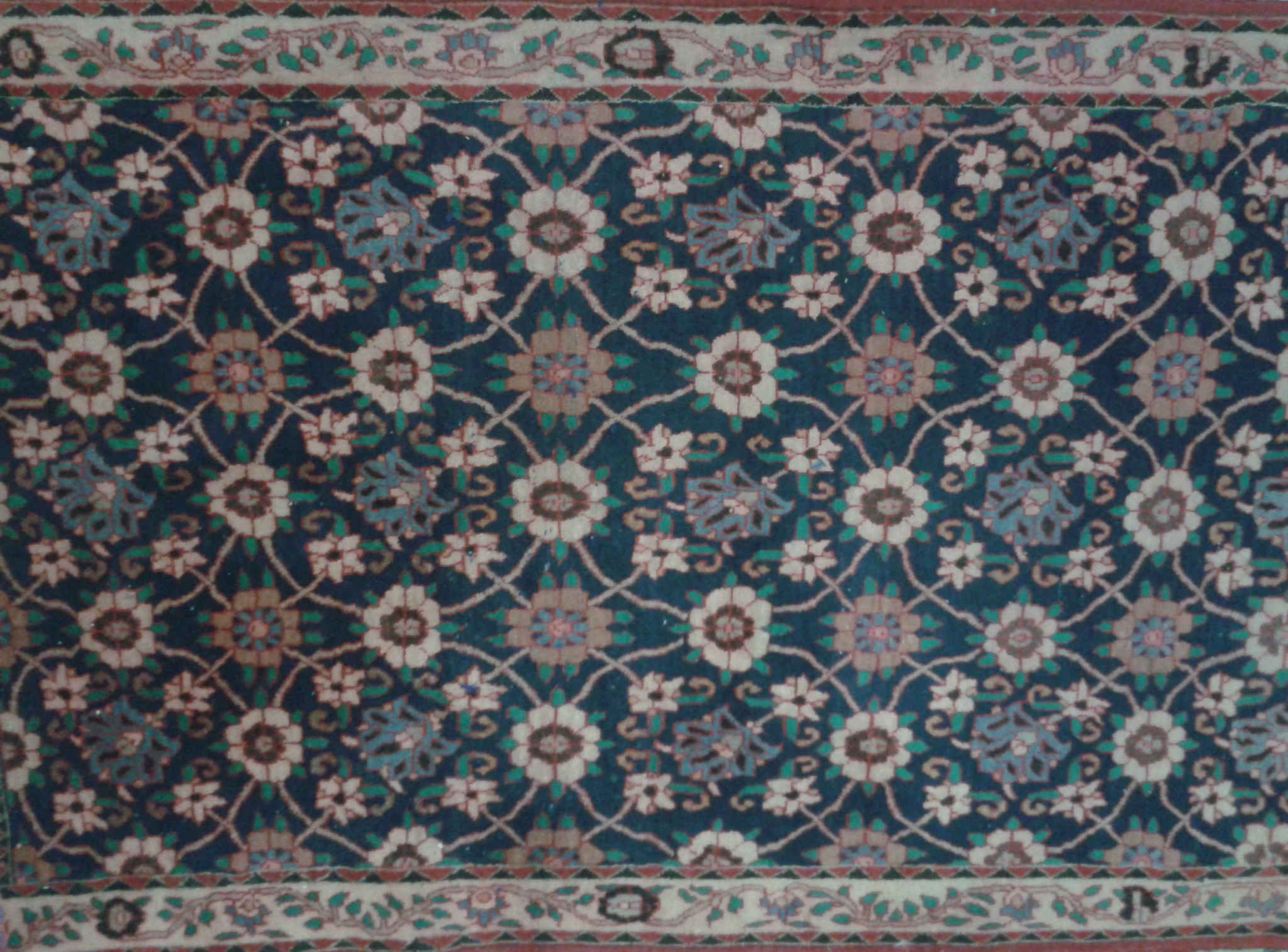
Вераминский ковёр

Ковры и пледы, производимые в Верамине пользуются наибольшим спросом в мире. Они состоят из 100% шёлка. На них есть геометрические узоры, с повторяющимися медальонами, которые встречаются главным образом на ковровых дорожках.

## Образование
В 1985 году в городе был построен исламский университет Азад. В нём обучают 86 специальностям.

## Население
| Год       | 1986   | 1991   | 1996    | 2006    | 2012    |
| Население | 58 311 | 77 624 | 107 233 | 298 157 | 284 724 |